# Martyn Irvine
Martyn Irvine (nascido em 6 de junho de 1985) é um ciclista profissional irlandês que competiu no ciclismo nos Jogos Olímpicos de Verão de 2012, representando a Irlanda.